# Adam Walton
Adam Walton (* 17. April 1999 in Home Hill, Queensland) ist ein australischer Tennisspieler.

## Karriere
Walton spielte bis 2017 auf der ITF Junior Tour. In der Jugend-Rangliste erreichte er mit Rang 60 im Januar 2017 seine höchste Notierung. Bei den Grand-Slam-Turnieren konnte er bei beiden Teilnahmen 2016 und 2017 an den Australian Open nur 2017 im Doppel die zweite Runde erreichen. Im Dezember 2016 erreichte er das Halbfinale der australischen U18-Meisterschaft. 
Bei den Profis spielte Walton zunächst 2015 und 2016 einige wenige Profiturniere, durch die er sich im Einzel das erste Mal in der Weltrangliste platzierte. 2017 begann er ein Studium an der University of Tennessee, wo er auch College Tennis spielte. Er gewann 2021 die NCAA Division I Tennis Championships im Doppel und erreichte Platz 1 der College-Doppelrangliste. Im Einzel schaffte er es Anfang 2022 bis Rang 2. 2021 und 2022 wurde er zum All-American im Einzel und Doppel gewählt, womit er einer der erfolgreichsten Spieler seiner Hochschule wurde. 2021 machte er einen Bachelorabschluss in Kinesiology, ein Jahr später erlangte er einen Masterabschluss in Management & Human Resources.
Während des Studiums spielte er nur wenige Turniere, bei einem davon im Jahr 2019 konnte er sein erstes Einzel-Finale auf der ITF Future Tour erreichen. Regelmäßig spielte Walton erst in der zweiten Hälfte von 2022 wieder auf der Tour. Auf Anhieb gewann er drei Einzel- und einen Doppeltitel bei Futures, wodurch er in beiden Wertungen in die Top 500 einzog. In Sydney konnte er auf der ATP Challenger Tour erstmals erfolgreich sein und ins Viertelfinale einziehen. Mit Aleksandar Vukic besiegte er die Nummer 145 der Welt. Das Jahr schloss er im Einzel auf Rang 432 ab, was er bis März 2023 auf Rang 309 steigerte. Im Doppel war er Ende des Jahres noch außerhalb der Top 600 gelistet. Mit Colin Sinclair als Partner setzte er sich gegen die Konkurrenz des Challengers in San Luis Potosí durch und sprang dadurch auf sein Rekordhoch von Platz 301.

## Erfolge
| Legende (Anzahl der Siege) |
| Grand Slam                 |
| ATP Finals                 |
| ATP Tour Masters 1000      |
| ATP Tour 500               |
| ATP Tour 250               |
| ATP Challenger Tour (8)    |

### Einzel

#### Turniersiege
| Nr. | Datum            | Turnier  | Belag     | Finalgegner               | Ergebnis       |
| --- | ---------------- | -------- | --------- | ------------------------- | -------------- |
| 1.  | 13. August 2023  | Cary     | Hartplatz | Nicolas Moreno de Alboran | 6:4, 3:6, 7:5  |
| 2.  | 11. Februar 2024 | Burnie   | Hartplatz | Dane Sweeny               | 6:2, 7:64      |
| 3.  | 18. Mai 2024     | Taipeh   | Hartplatz | Illja Martschenko         | 3:6, 6:2, 7:63 |
| 4.  | 9. Februar 2025  | Brisbane | Hartplatz | Jason Kubler              | 7:66, 7:64     |

### Doppel

#### Turniersiege
| Nr. | Datum              | Turnier          | Belag     | Partner            | Finalgegner                             | Ergebnis         |
| --- | ------------------ | ---------------- | --------- | ------------------ | --------------------------------------- | ---------------- |
| 1.  | 8. April 2023      | San Luis Potosí  | Sand      | Colin Sinclair     | Benjamin Lock Jose Statham              | 5:7, 6:3, [10:5] |
| 2.  | 8. Juli 2023       | Bloomfield Hills | Hartplatz | Tristan Schoolkate | Blake Ellis Calum Puttergill            | 7:5, 6:3         |
| 3.  | 24. Februar 2024   | Pune             | Hartplatz | Tristan Schoolkate | Dan Added Chung Yun-seong               | 7:64, 7:5        |
| 4.  | 28. September 2024 | Nonthaburi       | Hartplatz | Blake Ellis        | Rithvik Choudary Bollipalli Arjun Kadhe | 3:6, 7:5, [10:8] |